# Jean-Michel Iribarren
Jean-Michel Iribarren (* 13. Februar 1958 in Dax) ist ein französischer Schriftsteller.

## Leben
Jean-Michel Iribarren ist ein französischer Schriftsteller, der heute in Madrid lebt. Besonders ist er als der Autor der Erzählung L'Insecte bekannt, in der er das AIDS-Virus Monologe halten lässt. Im Jahr 1988 spielte er in dem Kurzfilm Puissance de la parole (Die Macht des Wortes) von Jean-Luc Godard Frank, den Tankwart.

## Werke (Auswahl)
- L’Insecte (Erzählung), éditions du Seuil, Paris 2000
- Parce qu’eux (Gedichtsammlung) éditions Saint-Germain-des-Près (1989)